# St. Georg (Horní Slavkov)

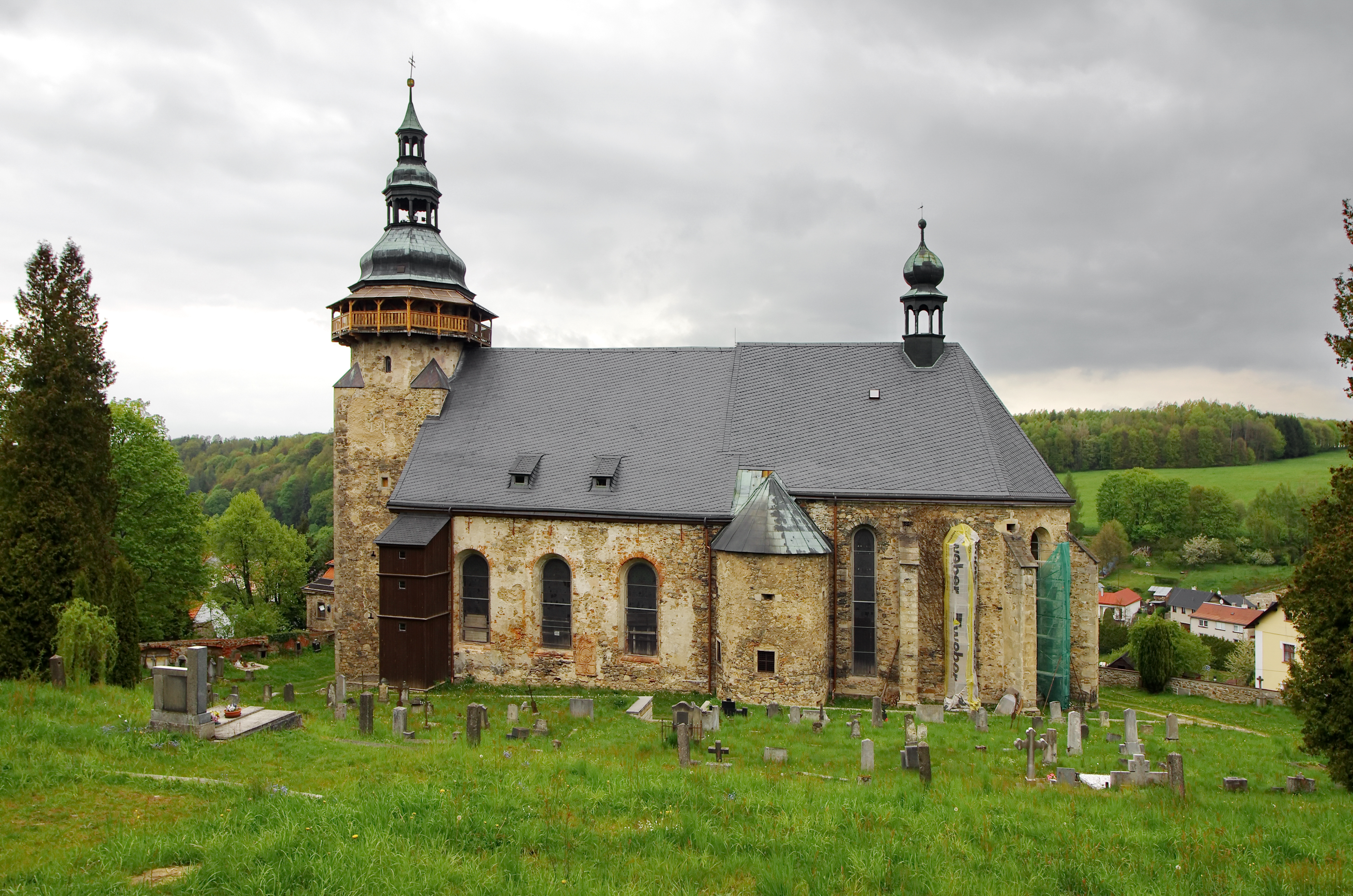
St. Georg in Horní Slavkov

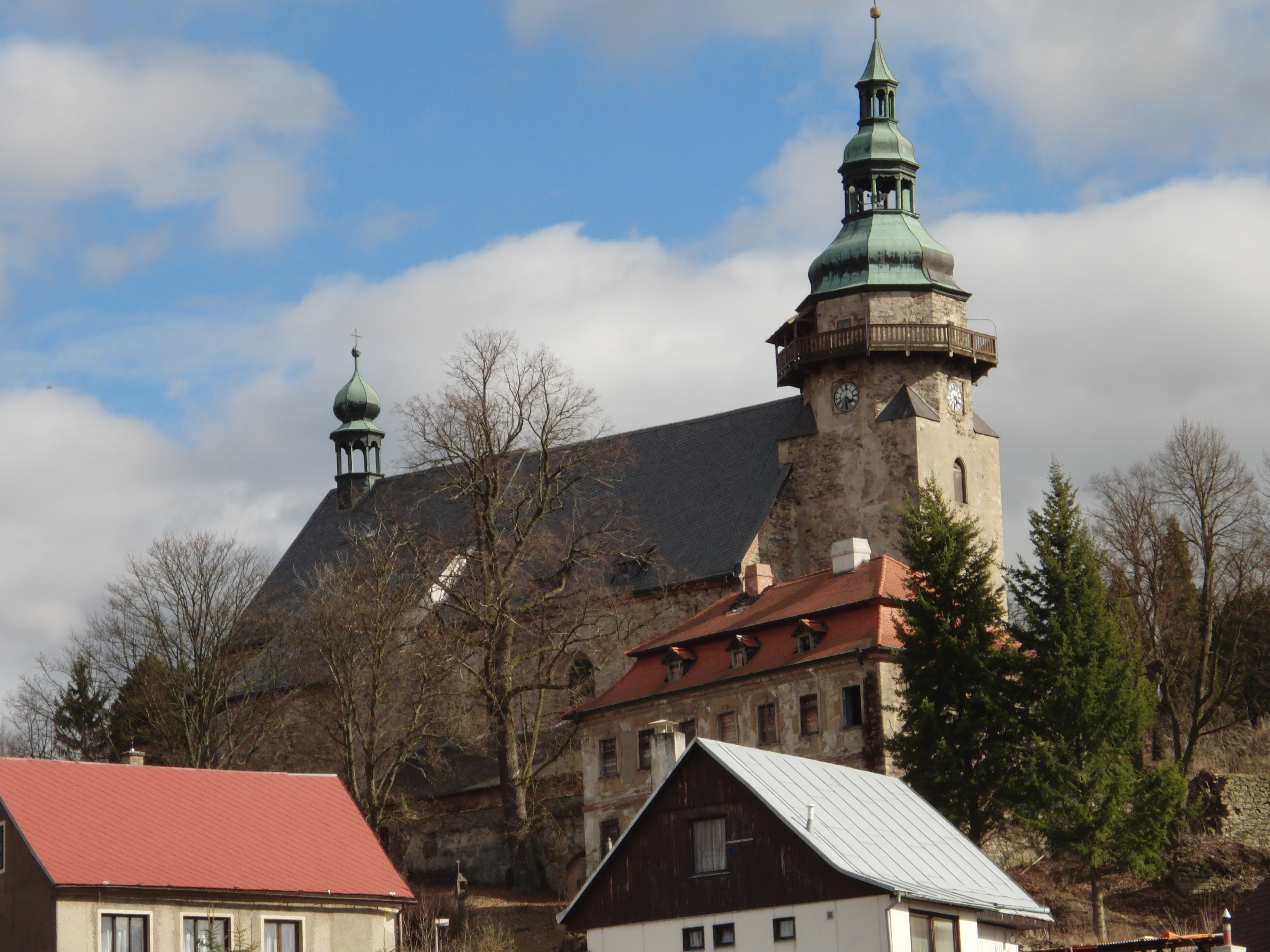
Ansicht von Süden

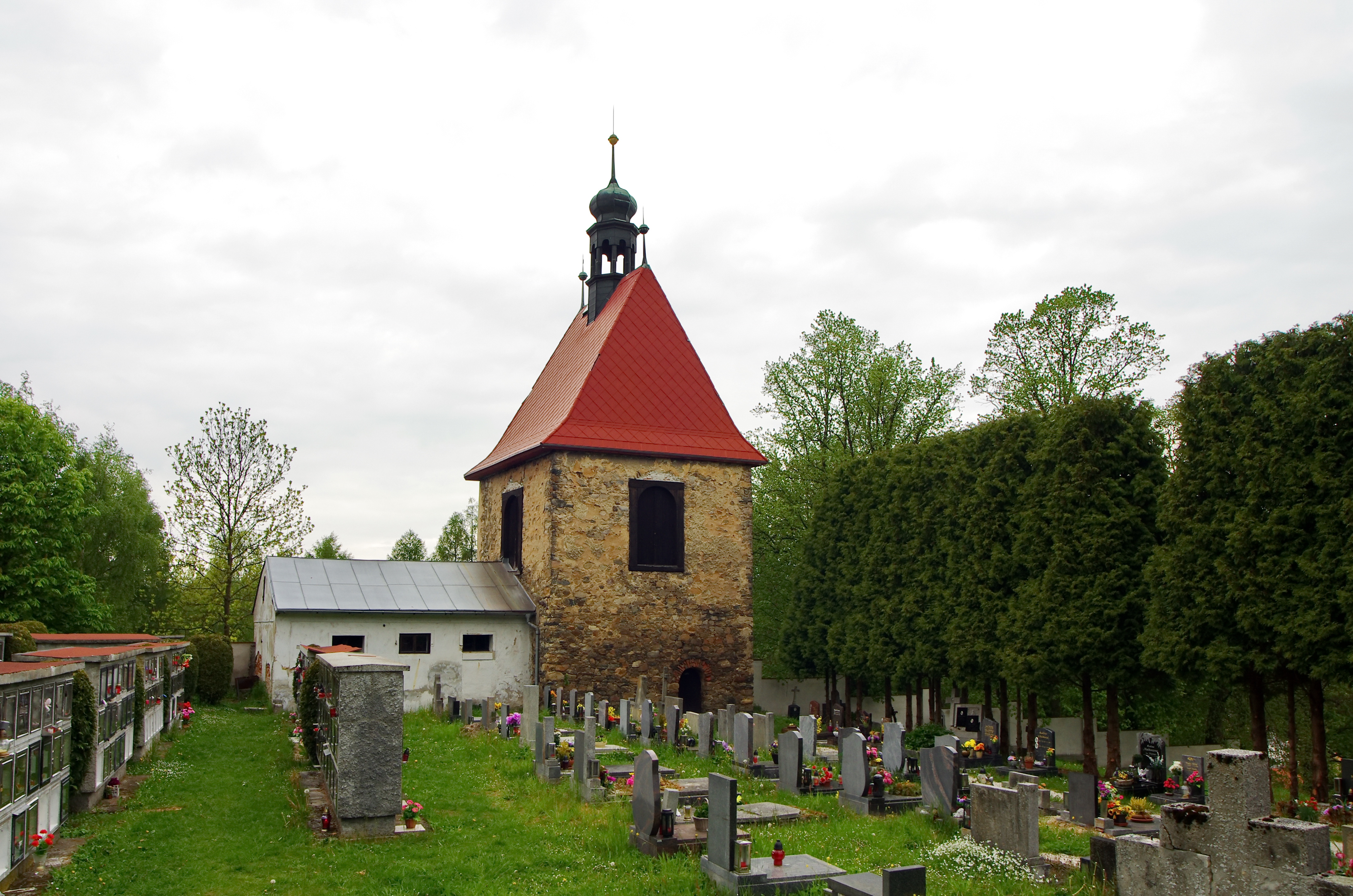
Glockenturm

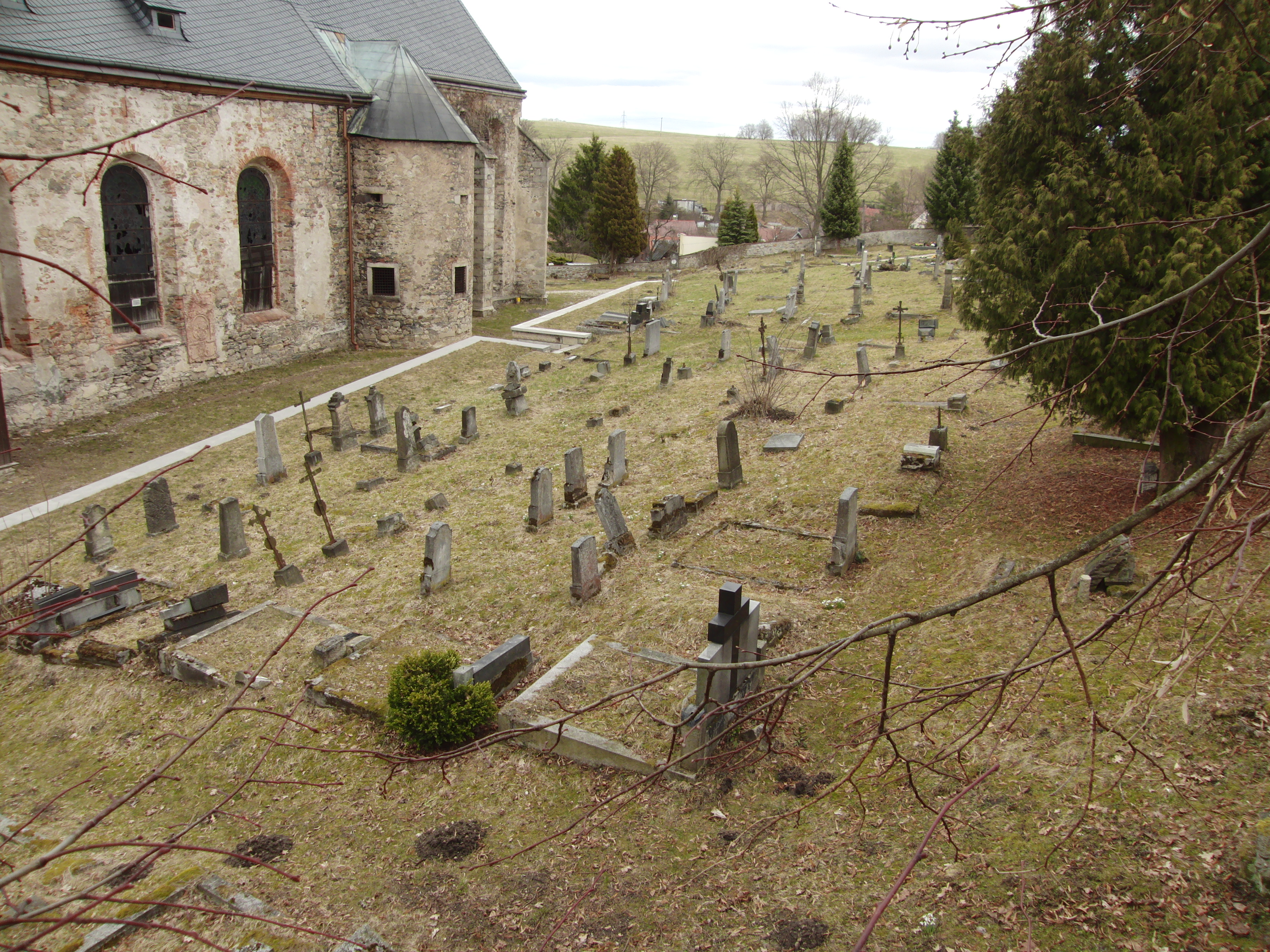
Ehemaliger deutscher Friedhof

Die ehemalige Dekanalkirche St. Georg (tschechisch Kostel svatého Jiří) in Horní Slavkov (deutsch Schlaggenwald) im Okres Sokolov in Tschechien geht auf eine Gründung des 13. Jahrhunderts zurück. Der heutige Bau stammt im Wesentlichen aus dem 16. bis 18. Jahrhundert. Zusammen mit der massiven steinernen Friedhofsmauer hatte die Kirche eine Verteidigungsfunktion und war mit Schießscharten versehen. Als Kulturdenkmal ist sie geschützt.

## Geschichte
Mit der Gründung von Schlaggenwald in der ersten Hälfte des 13. Jahrhunderts dürfte auch der Bau eines zunächst romanischen Gotteshauses erfolgt sein. Möglicherweise leitet sich der zunächst gebräuchliche Ortsname „Slawkow“ von Slackko von Riesenburg ab. Seit wann die Kirche unter dem Patrozinium des hl. Georg steht, ist nicht bekannt. Bis zum 14. Jahrhundert war Schlaggenwald ein unbedeutender Bergflecken. Den örtlichen Errichtungsbüchern zufolge wurde die Pfarrkirche 1380 erstmals schriftlich erwähnt. Ein Vorgängerbau konnte an Stelle der heutigen Kirche archäologisch nicht nachgewiesen werden. 
1440 verkaufte Graf Ernst von Gleichen Schlaggenwald zusammen mit Schönfeld und Lauterbach an den Burggrafen Heinrich I. von Plauen. Dieser tauschte 1502 Schlaggenwald gegen andere Güter an Johann Pflug von Rabenstein, der zwischen 1517 und 1520 den Auftrag zum Bau der heutigen einschiffigen Kirche an einer Hanglage oberhalb der Stadt erteilte. Die Kirche war neben ihrer Funktion als Pfarrkirche als Festung mit Umfassungsmauer und Bastion konzipiert. Der Entwurf stammte von einem unbekannten Architekten. Mit der Vollendung des Presbyteriums wurde die Kirche laut Inschrift 1525 fertiggestellt. 1593 kam auf dem Areal ein freistehender prismatischer Glockenturm hinzu, der erst im 19. Jahrhundert in die Friedhofsmauer integriert wurde. Nach der Schlacht am Weißen Berg begann 1620 die Rückführung zum katholischen Bekenntnis.
Im 18. Jahrhundert wurde der Innenraum im Stil des Barock umgestaltet. Wegen statischer Probleme wurde der nördliche Turm 1737, nach anderen Quellen 1784, abgetragen. Mitte des 19. Jahrhunderts gehörten zur Pfarrei außer Schlaggenwald die Dörfer Rabensgrün, Poschetzau, Gfell, Tepples, Schönwehr, Stirn, Leßnitz und Müllersgrün. Die Kirche war früher Sitz eines Dekanates, mit Wohnung des Dekans und zwei Kaplänen. Im letzten Kriegsjahr 1945 wurde die Kirche teilweise zerstört. Nach der Vertreibung der deutschen Bevölkerung blieb die Kirche unbenutzt und befand sich folglich in einem renovierungsbedürftigen Zustand.
Am 14. März 1964 brannte das Dach des Presbyteriums. Als Ursache wurde Brandstiftung angenommen. Erst zwei Jahre später erhielt die Kirche ein Notdach. Durch eindringende Feuchtigkeit und Vandalismus ging in der Folgezeit die wertvolle Innenausstattung verloren, darunter die frühere Barockorgel. 1977 erfolgte eine vollständige Dachreparatur. Eine Analyse des hölzernen Dachstuhls ergab, dass die Bäume Anfang der 1520er Jahre gefällt wurden. 2009 wurde die renovierungsbedürftige Kirche Eigentum der Stadt Horní Slavkov. Für eine vollständige Sanierung müsste eine Summe von 23 Millionen Kronen aufgebracht werden.

## Beschreibung
Die St.-Georg-Kirche ist eine spätgotische einschiffige Wehrkirche, mit einem überstehenden viereckigen Turm, der in den oberen Stockwerken in die achteckige Form übergeht. Das Gotteshaus besaß ursprünglich an der Nordseite in Richtung des Chores einen zusätzlichen Turm. Der Turmunterbau dient heute als Sakristei. Auf dem Friedhofsareal befindet sich ein in die Friedhofsmauer integrierter prismatischer Glockenturm mit Dachreiter. Vereinzelte deutsche Grabsteine aus dem 19. Jahrhundert blieben erhalten, darunter die des Porzellanfabrikanten Johann Georg Lippert († 1843) sowie des Bergmeisters Wenzel Haas († 1830). 